# Аганья-Хейтс
Аганья-Хейтс (англ. Agana Heights, чамор. Tutuhan) — деревня и муниципалитет на острове Гуам. Расположен в центральной части острова к югу от столицы Гуама Хагатны. Здесь находится госпиталь Военно-морских сил США.

## Демография

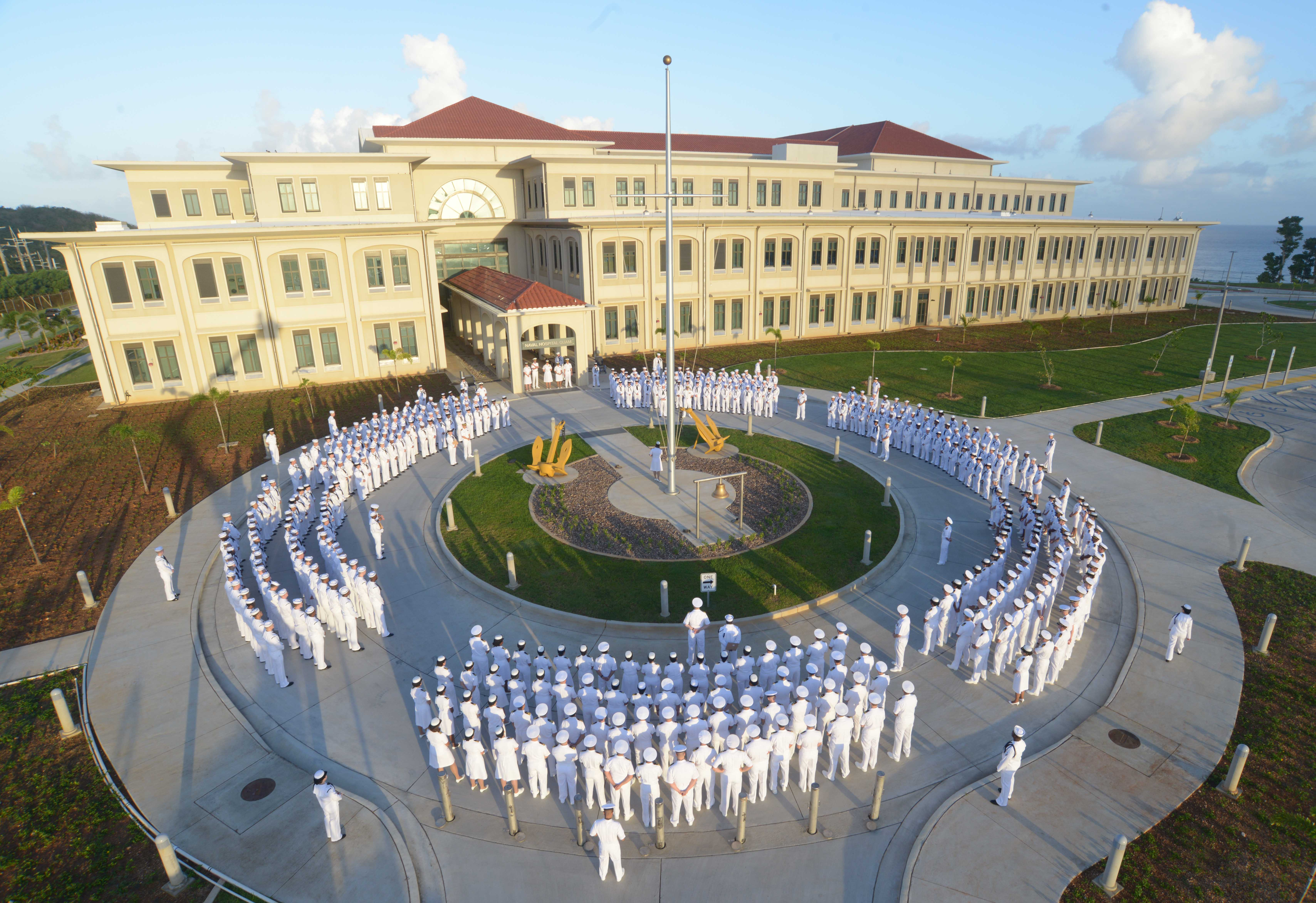
Госпиталь Военно-морских сил США.

Население Аганья-Хейтс по переписи 2010 года составляет 1 850 человек.

## Образование
Аганья-Хейтс обслуживается государственной системой школ Гуама. Здесь находится начальная школа Агана-Хайтс. Деревню обслуживают средняя школа Хосе Риоса в Пити (к югу от Тутуджан-драйв) и средняя школа Джорджа Вашингтона в Манджилао. Кроме того, Министерство обороны управляет средней школой Гуама в районе Агана-Хайтс. До 1963 года здесь также располагалась Адвентистская академия Гуама.